# Seznam emírů al-Andalusu
Toto je seznam emírů al-Andalusu.
Prakticky ihned po dobytí se začala na muslimy ovládaném území Pyrenejského poloostrova – al-Andalusu – vytvářet jejich vlastní správa, která nahrazovala předchozí vizigótskou. Území spravoval emír se sídlem v Cordobě. Přímá správa chalífátu se udržela do roku 756, kdy se v oblasti chopil moci Abd ar-Rahmán I., poslední z přeživších Umajjovců, který se rozhodl vzdorovat nově se konstituujícímu chalífátu Abbásovců (po 750–1258/1517).

## Emírové
- Músá ibn Nusajr (712–714)
- Abdul´azíz ibn Músá (714–716)
- Ajjúb ibn Habíb al-Lachmí (716)
- Al-Hurr ibn Abd ar-Rahmán ath- Thakaff (716–719)
- As-Samh ibn Málik al-Chawlání (719–721)
- Abd ar-Rahmán ibn Abdulláh al-Gháfikí (721, přechodně)
- Anbasa ibn Suhajm al-Kalbí (721–726)
- Udhra ibn Abdulláh al-Fihrí (726, přechodně)
- Jahjá ibn Saláma al-Kalbí (726–728)
- Hudhajfa ibn al-Ahwas al-Kajsí (728)
- Uthmán ibn Abí Nis´a al-Chath´amí (728–729)
- Al-Hajtham ibn Ubajd al-Kilábí (729–730)
- Muhammad ibn Abdulláh al-Ašdža´í (730)
- Abd ar-Rahmán ibn Abdulláh al-Gháfikí (730–732, podruhé)
- Abdulmalik ibn Katan al-Fihrí (732–734)
- Ukba ibn al-Hadždžaj as-Salúlí (734–741)
- Abdulmalik ibn Katan al-Fihrí (741, podruhé)
- Baldž ibn Bišr al-Kušajrí (741–742)
- Tha´laba ibn Saláma al-Ámilí (742–743)
- Abú-l-Chattár al-Husám ibn Dirár al-Kalbí (743–745)
- Thawába ibn Salama al-Džudhámí (745–746)
- Júsuf ibn Abd ar-Rahmán al-Fihrí (746/747–756)